# Chriebtowo (obwód wołogodzki)
Chriebtowo (ros. Хребтово) – wieś w Rosji, w rejonie wołogodzkim obwodu wołogodzkiego. W 2010 r. liczyła 14 mieszkańców.